# 萊熱敦 (新澤西州)
萊熱敦（英語：Leisuretowne）是位於美國新澤西州伯靈頓縣的普查規定居民點。

## 人口
根據2020年美國人口普查的數據，萊熱敦的面積為5.66平方千米，當中陸地面積為5.35平方千米，而水域面積為0.31平方千米。當地共有人口3842人，而人口密度為每平方千米678.8人。